# Giuseppe Levi
Giuseppe Levi (* 14. Oktober 1872 in Triest; † 3. Februar 1965 in Turin) war ein italienischer Mediziner.

## Leben
Giuseppe Levi stammte aus einer jüdischen Familie. Er war mit Lidia Tanzi verheiratet und hatte mit ihr fünf Kinder: Gino, Mario, Alberto, Paola und Natalia, bekannt als Schriftstellerin Natalia Ginzburg. Die ganze Familie wird in ihrem autobiografischen Roman Lessico famigliare (Einaudi 1963) beschrieben.
Levi war ab 1916 Professor für Anatomie in Sassari, Palermo und schließlich in Turin.
Er befasste sich neben Anatomie mit Histologie und Embryologie und war ein Pionier von in-vitro-Studien von Zellkulturen, die er in Italien einführte. Bei seinem Studium des Nervensystems untersuchte er die Plastizität von Ganglion-Zellen des sensorischen Systems.
Zu seinen Schülern in Turin zählten die späteren Nobelpreisträger Salvador Luria, Renato Dulbecco und Rita Levi-Montalcini. 1934 war auch Hans Elias, der spätere Mitbegründer der Stereologie, kurzzeitig sein Schüler.
1926 wurde er Mitglied der Accademia dei Lincei, 1933 wurde er in die Leopoldina und in die Accademia dei XL gewählt, 1940 in die National Academy of Sciences sowie 1951 in die Königliche Akademie von Belgien. Im Jahre 1931 legte er den von der Regierung geforderten Treueeid „auf das Faschistische Regime“ ab.